# Agelena canariensis
Agelena canariensis är en spindelart som beskrevs av Lucas 1838. Agelena canariensis ingår i släktet Agelena och familjen trattspindlar. Inga underarter finns listade i Catalogue of Life.